# Vermögensverwaltung
Vermögensverwaltung (auch englisch Asset Management) ist eine Finanzdienstleistung, die sich mit der Verwaltung von in Finanzinstrumenten angelegtem Vermögen befasst. Der Vermögensverwalter trifft dabei auch Anlageentscheidungen im eigenen Ermessen für seine Kunden. Der Begriff genießt in Deutschland keinen gesetzlichen Schutz und wird auch von unregulierten Finanzdienstleistern verwendet.

## Allgemeines
Im Mittelpunkt dieses Geschäftsfeldes steht die Verwaltung bedeutender privater und institutioneller in- und ausländischer Finanzanlagevermögen (englisch Assets) verschiedener Risikoklassen (Aktien, Renten, Immobilien, Kryptowährungen und Liquidität). Ziel der Vermögensverwaltung ist es dabei, das Vermögensportfolio des Kunden unter Berücksichtigung seiner spezifischen Risikosituation und -freudigkeit sowie seiner Lebensplanung zu optimieren.
Die bankaufsichtsrechtlich korrekte Bezeichnung der Dienstleistung lautet in Deutschland Finanzportfolioverwaltung (§ 1 Abs. 1a Nr. 3 KWG). Im Gegensatz zur Finanz- oder Anlageberatung werden bei der Vermögensverwaltung nicht nur Anlageratschläge (Beratung) erteilt, sondern Anlageentscheidungen auch eigenständig durch den Vermögensverwalter getroffen.
Im Jahr 2023 verwalteten die 500 größten Vermögensverwalter 113,7 Billionen US-Dollar an Vermögen (auch Assets under management, AUM) und damit 13,7 % weniger als im vorrangigen Jahr. Der Großteil dieser Vermögensverwalter hat ihren Firmensitz in Nordamerika (67,7 Billionen) und Europa (30,1 Billionen).
Die 25 größten Vermögensverwalter der Welt waren im Jahr 2023 gemessen am verwalteten Vermögen:
| Rang | Name                           | Land                   | Verwaltetes Vermögen (Mrd. USD) |
| ---- | ------------------------------ | ---------------------- | ------------------------------- |
| 1    | BlackRock                      | Vereinigte Staaten     | 8594                            |
| 2    | Vanguard Group                 | Vereinigte Staaten     | 7253                            |
| 3    | Fidelity Investments           | Vereinigte Staaten     | 3656                            |
| 4    | State Street Global Advisors   | Vereinigte Staaten     | 3481                            |
| 5    | JP Morgan Chase                | Vereinigte Staaten     | 2766                            |
| 6    | Goldman Sachs                  | Vereinigte Staaten     | 2547                            |
| 7    | Allianz Group                  | Deutschland            | 2285                            |
| 8    | Capital Group                  | Vereinigte Staaten     | 2176                            |
| 9    | Amundi                         | Frankreich             | 2032                            |
| 10   | UBS                            | Schweiz                | 1845                            |
| 11   | Bank of New York Mellon        | Vereinigte Staaten     | 1836                            |
| 12   | Legal & General                | Vereinigtes Königreich | 1444                            |
| 13   | Invesco                        | Vereinigte Staaten     | 1409                            |
| 14   | Franklin Templeton Investments | Vereinigte Staaten     | 1388                            |
| 15   | Prudential Financial           | Vereinigte Staaten     | 1377                            |
| 16   | T. Rowe Price                  | Vereinigte Staaten     | 1275                            |
| 17   | BNP Paribas                    | Frankreich             | 1269                            |
| 18   | Northern Trust                 | Vereinigte Staaten     | 1249                            |
| 19   | Morgan Stanley                 | Vereinigte Staaten     | 1234                            |
| 20   | Natixis Investment Managers    | Frankreich             | 1151                            |
| 21   | Wellington Management          | Vereinigte Staaten     | 1149                            |
| 22   | Nuveen                         | Vereinigte Staaten     | 1090                            |
| 23   | HSBC Holdings                  | Vereinigtes Königreich | 1087                            |
| 24   | AXA Group                      | Frankreich             | 995                             |
| 25   | Sun Life Financial             | Kanada                 | 979                             |

Weitere große Vermögensverwalter in deutschsprachigen Ländern sind (Stand: 2023):
| Rang | Name                                | Land        | Verwaltetes Vermögen (Mrd. USD) |
| ---- | ----------------------------------- | ----------- | ------------------------------- |
| 29   | Deutsche Bank                       | Deutschland | 877                             |
| 53   | Credit Suisse                       | Schweiz     | 477                             |
| 59   | Union Investment (Teil von DZ Bank) | Deutschland | 441                             |
| 64   | Landesbank Baden-Württemberg        | Deutschland | 405                             |
| 71   | MEAG (Teil von Munich Re)           | Deutschland | 328                             |
| 82   | Swiss Life Asset Managers           | Schweiz     | 271                             |
| 83   | DekaBank Group                      | Deutschland | 271                             |
| 94   | Pictet-Gruppe                       | Schweiz     | 237                             |
| 97   | Zurich Financial Services           | Schweiz     | 232                             |
| 99   | Zürcher Kantonalbank                | Schweiz     | 226                             |

## Vermögensverwaltung für Institutionelle
Institutionelle Anleger – beispielsweise Versicherungsgesellschaften, Pensionskassen, Stiftungen, karitative Einrichtungen und staatliche Institutionen – können Vermögensverwalter damit beauftragen, ihr Vermögen zu optimieren. Dazu werden Investmentstrategien erarbeitet und umgesetzt, die sich an den jeweiligen Risiko-/Renditevorgaben ausrichten.

## Vermögensverwaltung für Private
Vermögensverwalter – viele davon Geschäftsbanken – bieten auch Privatpersonen ihre Dienste an. Sie verwalten das Kundenportfolio im Auftrag des Kunden. Anders als bei Fonds kann das Portfolio auf den persönlichen Bedarf und individuelle Kundenwünsche zugeschnitten werden.
In Deutschland gibt es etwa 700 bankenunabhängige Vermögensverwalter, die besondere Zulassungsvoraussetzungen erfüllen müssen und die im Verband unabhängiger Vermögensverwalter organisiert sind. Ein Vermögensverwalter verwaltet mit eigenem Entscheidungsspielraum. Zur Verwaltung gehört ein Reporting: Das regelmäßige Reporting (jeden Monat bzw. jedes Quartal) und das unverzügliche Reporting bei wesentlichen Änderungen (so genanntes Verlustschwellenreporting).
Wohlhabende Privatpersonen engagieren einen Vermögensverwalter beispielsweise, um die Zeit für die Betreuung des Vermögens oder für die Aneignung der nötigen finanziellen Allgemeinbildung einzusparen. Viele Vermögensverwalter fordern Mindestanlagesummen als Einstiegskriterium. Gängige Kategorien sind in diesem Zusammenhang high-net-worth individual (HNWI, z. B. mindestens 5 Millionen Euro) und Ultra high-net-worth individual (UHNW, z. B. mindestens 30 Millionen Euro).

### Interessenkonflikte der Vermögensverwaltung
Bieten Banken Vermögensverwaltung an, so besteht die Gefahr von Interessenkonflikten: Zum Beispiel verdient die Bank beim Bestücken des Kundenportfolios mit eigenen Finanzprodukten sowohl an der Vermögensverwaltung als auch am Produkt. Unabhängige Vermögensverwalter beziehen teilweise Retrozessionen, welche denselben Effekt haben. Gegenmaßnahmen könnten Kostentransparenz und Kostengarantien sein, welche die maximalen Kosten begrenzen (Total Expense Ratio Warranty), oder eine Vereinbarung mit dem Vermögensverwalter, dass sämtliche Retrozessionen an den Kunden weitergereicht werden.

### Zugang zu Vermögensverwaltung
Privatbanken und größere Retail-Banken bieten in der Regel Vermögensverwaltungsmandate an. Hoch personalisierte Dienstleistungen erbringen vor allem die unabhängigen Vermögensverwalter.
Verschiedene Internet-Plattformen bieten Zugang zu Vermögensverwaltung:
- In Deutschland informiert z. B. der Verband unabhängiger Vermögensverwalter Deutschland e. V. (VuV)[3] über Vermögensverwalter.
- In der Schweiz listet u. a. der Verband Schweizerischer Vermögensverwalter,[4] eine der Schweizer Selbstregulierungsorganisationen, seine Mitglieder auf.

In sogenannten Family-Offices erfolgt die Vermögensverwaltung besonders großer Vermögen.

## Zulassungspflicht für Vermögensverwalter

### Deutschland
Aufsichtsrechtlich ist zu unterscheiden zwischen der „echten Vermögensverwaltung“, nämlich der in § 1 Abs. 1a Nr. 3 KWG geregelten Finanzportfolioverwaltung, wonach „die Verwaltung einzelner in Finanzinstrumenten angelegter Vermögen für andere mit Entscheidungsspielraum“ der Erlaubnis der Bundesanstalt für Finanzdienstleistungsaufsicht (BaFin) bedarf, und der „unechten Vermögensverwaltung“, die sich häufig als bloße Anlageberatung darstellt. Jedoch unterliegt die Anlageberatung der gleichen Zulassungspflicht wie die Vermögensverwaltung. Einzige Ausnahme ist gemäß § 2 Abs. 6 Satz 1 Nr. 8 KWG die Anlageberatung zu Publikums-Investmentfonds mit Vertriebszulassung. Der Gesetzgeber geht davon aus, dass die Regulierung der Fonds selbst bereits einen ausreichenden Schutz darstellt. Daher ist für diesen Spezialfall keine über die Regeln der Gewerbeordnung (§ 34f Abs. 1 Nr. 3 GewO) hinausgehende Zulassung erforderlich. Jedoch lauern dabei Fallstricke. Wenn z. B. im Rahmen der Beratung empfohlen wird, bestehende Wertpapierbestände zu verkaufen, die selbst keine entsprechenden Investmentfonds sind, und den Verkaufserlös in Investmentfonds anzulegen, so ist das von der Ausnahme nicht mehr gedeckt. Denn jeder Teil der Beratung muss gesondert betrachtet werden, und demnach erfüllte bereits die Verkaufsempfehlung den Tatbestand der zulassungspflichtigen Anlageberatung, unabhängig davon, dass sie im Zusammenhang mit einer zulassungsfreien Kaufempfehlung für einen Investmentfonds verbunden war.

### Schweiz
In der Schweiz werden aufsichtsrechtlich gemäß Finanzinstitutsgesetz (FINIG) die Lizenz für Vermögensverwalter (VV) und die Lizenz für Vermögensverwalter von Kollektivvermögen (VKV) unterschieden. Für eine Lizenz eines VKV müssen gewisse Schwellenwerte überschritten werden. Er ist definiert als Verwalter von kollektiven Kapitalanlagen oder Vorsorgeeinrichtungen.
Ab 2023 wird für alle Vermögensverwalter und Trustees in der Schweiz eine Bewilligung der FINMA nach FINIG und FIDLEG (Verhaltensregeln für Finanzdienstleister) verlangt.

## Bankbetriebslehre
Wird Vermögensverwaltung (englisch financial advisory) und/oder Finanzberatung von Kreditinstituten betrieben, so rechnet die Bankbetriebslehre diese Produktgruppen zum Indifferenzgeschäft, das als Dienstleistungsgeschäft Bankgebühren auslöst.